# Bir Mezoui
Bir Mezoui (franska: Bir Mezoui (CR), Bir Mezoui (Commune Rurale), arabiska: تشرافت) är en kommun i Marocko.   Den ligger i provinsen Khouribga och regionen Béni Mellal-Khénifra, i den norra delen av landet, 130 km söder om huvudstaden Rabat. Antalet invånare är 6 604.